# Omar bin Abd al-Aziz
Omar bin Abd al-Aziz (tiếng Ả Rập: عمر بن عبد العزيز; sinh khoảng 682 – mất tháng 2 năm 720 ) cũng gọi là Omar II,
là khalip của nhà Omeyyad từ năm 717 tới 720. Ông là một vị khalip rất ngoan đạo, và được một số người của hệ phái Sunni coi là vị khalip chính thống thứ năm. Khác với các khalip trước, ông không phải là người kế vị theo kiểu cha truyền con nối, mà là khalip được bầu lên. Tuy nhiên, ông là em họ của người tiền nhiệm Suleyman bin Abd al-Malik, và là con trai của em Abd al-Malik (cha của Suleyman) là Abd al-Aziz.